# Victoria Moroles

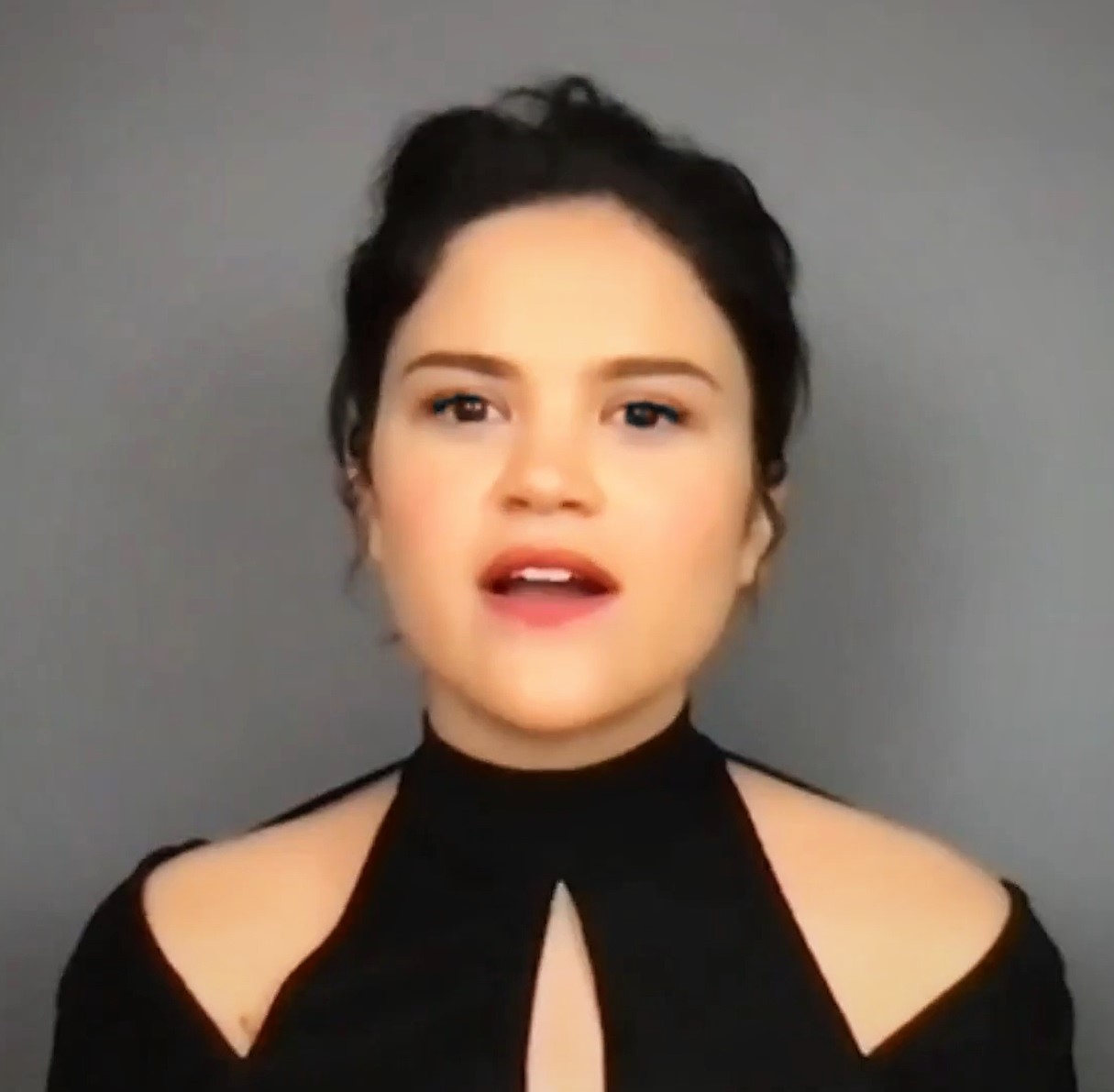
Victoria Moroles, 2021

Victoria Moroles (* 4. September 1996 in Corpus Christi, Texas) ist eine US-amerikanische Schauspielerin. Sie ist bekannt aus der MTV-Serie Teen Wolf.

## Leben
Victoria Moroles wurde in Corpus Christi, Texas, geboren und wuchs in Rockport, Texas, auf. Als Kind lud sie immer Freunde und Familie für Aufführungen ins Wohnzimmer ein. Später studierte sie Tanz und ging zum Theater.
Sie ging während ihrer Mittelschule weg aus Texas, um in Los Angeles Fuß zu fassen. Seither konnte sie mit vielen großen Regisseuren zusammenarbeiten. Seit 2009 tritt sie als Schauspielerin in Erscheinung. Nach einer Reihe von Kurzfilmen ist sie seit 2012 vor allem in Fernsehserien zu sehen.

## Filmografie (Auswahl)

### Filme
- 2016: Is that a Gun in Your Pocket?
- 2017: Spook
- 2018: Down a Dark Hall
- 2021: Plan B

### Kurzfilme
- 2009: Liberty Lane
- 2010: The Wicked Waltz
- 2011: The Faithful
- 2011: Maddoggin’
- 2013: The First Hope
- 2019: Killer Date

### Fernsehfilme
- 2014: Halfpipe Feeling

### Fernsehserien
- 2012: CSI: Vegas (Episode 13x03)
- 2014: Legends (Episode 1x06)
- 2015–2017: Liv und Maddie (12 Episoden)
- 2015–2017: Teen Wolf (24 Episoden)
- 2016: Sleep Tight (Episode 1x02)
- 2018: Here and Now (2 Episoden)
- 2022: Noch nie in meinem Leben … (Never Have I Ever, 3 Episoden)
- 2022: The Wilds (2 Episoden)
- 2022: Tuca & Bertie (1 Episode)
- 2024: Grey’s Anatomy (1 Episode)
- 2025: Ballard (10 Episoden)